# David Wotherspoon (calciatore 1990)
David Wallace Wotherspoon (Perth, 16 gennaio 1990) è un calciatore scozzese naturalizzato canadese, centrocampista del Dundee Utd e della nazionale canadese.

## Carriera
Cresciuto nel vivaio del Celtic, nel 2007 ha deciso di passare all'Hibernian per avere più possibilità di giocare.
Ha esordito in Scottish Premier League in data 15 agosto 2009 contro il St. Mirren; ha bagnato il suo debutto con un gol.
Il 3 luglio 2013 si trasferisce al St. Johnstone.

## Statistiche

### Cronologia presenze e reti in nazionale
| Cronologia completa delle presenze e delle reti in nazionale ― Canada | Cronologia completa delle presenze e delle reti in nazionale ― Canada | Cronologia completa delle presenze e delle reti in nazionale ― Canada | Cronologia completa delle presenze e delle reti in nazionale ― Canada | Cronologia completa delle presenze e delle reti in nazionale ― Canada | Cronologia completa delle presenze e delle reti in nazionale ― Canada | Cronologia completa delle presenze e delle reti in nazionale ― Canada | Cronologia completa delle presenze e delle reti in nazionale ― Canada |
| Data                                                                  | Città                                                                 | In casa                                                               | Risultato                                                             | Ospiti                                                                | Competizione                                                          | Reti                                                                  | Note                                                                  |
| --------------------------------------------------------------------- | --------------------------------------------------------------------- | --------------------------------------------------------------------- | --------------------------------------------------------------------- | --------------------------------------------------------------------- | --------------------------------------------------------------------- | --------------------------------------------------------------------- | --------------------------------------------------------------------- |
| 24-3-2018                                                             | Murcia                                                                | Canada                                                                | 1 – 0                                                                 | Nuova Zelanda                                                         | Amichevole                                                            | -                                                                     |                                                                       |
| 11-9-2019                                                             | George Town                                                           | Cuba                                                                  | 0 – 1                                                                 | Canada                                                                | CONCACAF Nations League 2019-2020 - 1º turno                          | -                                                                     | 52’                                                                   |
| 25-3-2021                                                             | Orlando                                                               | Canada                                                                | 5 – 1                                                                 | Bermuda                                                               | Qual. Mondiali 2022                                                   | -                                                                     | 82’                                                                   |
| 29-3-2021                                                             | Bradenton                                                             | Isole Cayman                                                          | 0 – 11                                                                | Canada                                                                | Qual. Mondiali 2022                                                   | 1                                                                     | 67’                                                                   |
| 5-6-2021                                                              | Bradenton                                                             | Aruba                                                                 | 0 – 7                                                                 | Canada                                                                | Qual. Mondiali 2022                                                   | -                                                                     | 66’                                                                   |
| 8-6-2021                                                              | Bridgeview                                                            | Canada                                                                | 4 – 0                                                                 | Suriname                                                              | Qual. Mondiali 2022                                                   | -                                                                     | 81’                                                                   |
| 15-6-2021                                                             | Bridgeview                                                            | Canada                                                                | 3 – 0                                                                 | Haiti                                                                 | Qual. Mondiali 2022                                                   | -                                                                     | 65’                                                                   |
| 8-9-2021                                                              | Toronto                                                               | Canada                                                                | 3 – 0                                                                 | El Salvador                                                           | Qual. Mondiali 2022                                                   | -                                                                     | 79’                                                                   |
| 10-10-2021                                                            | Kingston                                                              | Giamaica                                                              | 0 – 0                                                                 | Canada                                                                | Qual. Mondiali 2022                                                   | -                                                                     | 70’                                                                   |
| 13-10-2021                                                            | Toronto                                                               | Canada                                                                | 4 – 1                                                                 | Panama                                                                | Qual. Mondiali 2022                                                   | -                                                                     | 65’                                                                   |
| 1-12-2022                                                             | Doha                                                                  | Canada                                                                | 1 – 2                                                                 | Marocco                                                               | Mondiali 2022 - 1º turno                                              | -                                                                     | 76’                                                                   |
| 2-7-2023                                                              | Houston                                                               | Guatemala                                                             | 0 – 0                                                                 | Canada                                                                | Gold Cup 2023 - 1º turno                                              | -                                                                     | 65’                                                                   |
| 9-7-2023                                                              | Cincinnati                                                            | Stati Uniti                                                           | 2 – 2 dts (3 – 2 dtr)                                                 | Canada                                                                | Gold Cup 2023 - Quarti di finale                                      | -                                                                     | 73’                                                                   |
| Totale                                                                |                                                                       | Presenze                                                              | 13                                                                    |                                                                       | Reti                                                                  | 1                                                                     |                                                                       |

## Palmarès

### Club

#### Competizioni nazionali
- Coppa di Scozia: 2

St. Johnstone: 2013-2014, 2020-2021
- Coppa di Lega scozzese: 1

St. Johnstone: 2020-2021
- Scottish Championship: 1

Dundee United: 2023-2024